# Pandemia de COVID-19 en Chipre del Norte
El primer caso de la pandemia de COVID-19 en Chipre del Norte se confirmó el 10 de marzo de 2020. Hay 108 casos confirmados, 74 recuperados y 4 fallecidos. Aunque la República de Chipre no reconoce a Chipre del Norte, el gobierno chipriota no incluyó el número de casos en el norte, caso contrario que tomo con los números de contagiados en el territorio británico de ultramar de Akrotiri y Dekelia.

## Cronología

### Marzo
El 10 de marzo de 2020, el ministro de Salud, Ali Pilli, anunció el primer caso de COVID-19 en el país, un turista alemán de 65 años.
El 12 de marzo, se confirmó el segundo caso del país, siendo la esposa del turista alemán que se convirtió en la primera persona diagnosticada con COVID-19.
El 13 de marzo, la República Turca del Norte de Chipre (TRNC) anunció que cinco personas habían resultado positivas al coronavirus, en comparación con dos.
El 17 de marzo, las elecciones presidenciales de 2020 en el país se retrasaron 6 meses debido al brote.
El 24 de marzo, más de 840 turistas nacionales alemanes fueron enviados de regreso a Alemania después de permanecer en cuarentena durante 14 días.

### Abril
15 aldeas dentro del distrito de İskele están bajo toque de queda debido a la gran cantidad de casos.
Tres de cada 800 estudiantes que vinieron del Reino Unido y estuvieron bajo cuarentena aislada durante 14 días, dieron positivo en COVID-19.

## Reacción del gobierno
El 11 de marzo de 2020, el vice primer ministro turcochipriota Kudret Özersay dijo en un tuit que los vuelos desde Alemania, Francia e Italia a Chipre del Norte se suspenderían hasta el 1 de abril de 2020.
El 12 de marzo de 2020, el gobierno de la República Turca del Norte de Chipre cerró las escuelas y prohibió las reuniones masivas como medidas de precaución para evitar la propagación del coronavirus.